# Florent Baloki-Milandou
Florent Baloki-Milandou   (Brazzaville, 10 d'octubre de 1971 - Oldenburg, 9 de novembre de 2007) fou un futbolista de la República del Congo de la dècada de 1990.
Fou internacional amb la selecció de futbol de la República del Congo.
Pel que fa a clubs, destacà a Diables Noirs i ASEC Mimosas, així com diversos clubs modestos alemanys.